# Maria Rumjantseva
Maria Andrejevna Rumjantseva (ryska: Мария Андреевна Румянцева), född Matvejeva (Матвеева) den	4 april 1699, död den 4 maj 1788, var en rysk adelsdam och hovdam, mätress till tsar Peter den store.
Hon var dotter till rådsmedlemmen greve Andrej Matvejev och dennes första hustru Anna Stepanovna Anitjkova (1666–1699). Hon växte upp i Haag och Wien, där fadern var ambassadör, och återvände till Ryssland 1710. Hon beskrivs som vacker och livlig, kunde tala flytande franska och var en skicklig dansös. Peter den store gjorde henne till en av sina mätresser. Maria gifte sig 1720 med greve Aleksandr Ivanovitj Rumjantsev.
Vid Anna Ivanovnas trontillträde 1730 förvisades hennes make till Sibirien och även hon och deras barn tvingades lämna hovet. De återvände till hovet 1735 och maken blev 1738 guvernör i Ukraina. Maken allierade sig med Elisabet av Ryssland, och då denna besteg tronen 1741, fick Maria Rumjantseva titeln grevinna och tjänsten som hovdam: hon utnämndes 1744 till överhovmästarinna för den då femtonåriga storfurstinnan Katarinas hov. Rumjantseva hade en stark position vid Elisabets hov, och många supplikanter och diplomater betala henne mutor i utbyte mot att hon utnyttjade sitt inflytande till deras favör. Hon ersattes 1745 som storfurstinnans överhovmästarinna av Maria Tjoglokova.
Hon stannade kvar vid hovet under Katarina den storas regeringstid, och levde ett aktivt hovliv fram till sin död.